# Děkanství velkomeziříčské

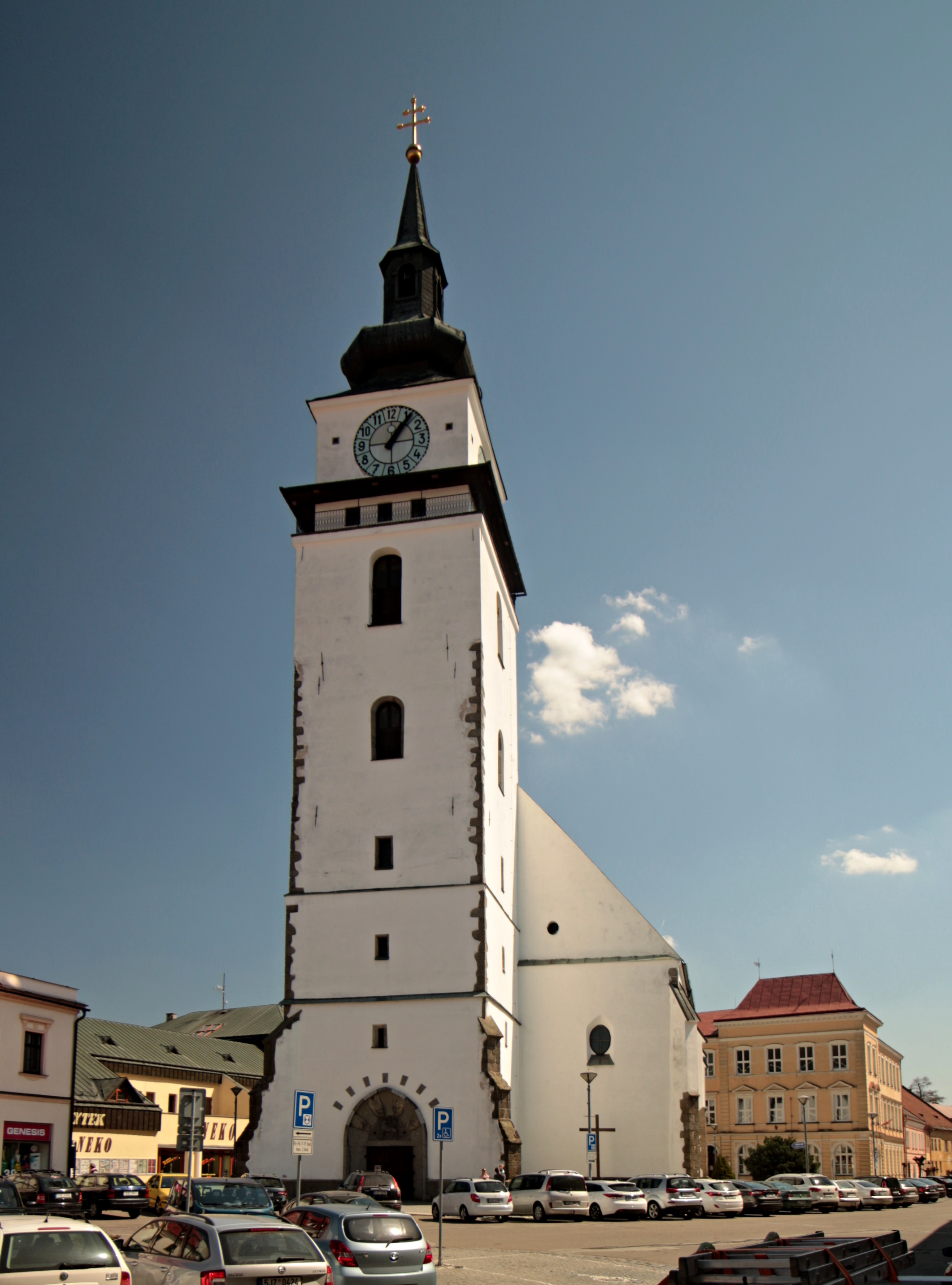
Velké Meziříčí, kostel sv. Mikuláše

Děkanství velkomeziříčské je územní část brněnské diecéze s centrem ve Velkém Meziříčí. Zahrnuje 17 římskokatolických farností. Děkanství je starobylé a nově bylo vymezeno při reformě členění brněnské diecéze k 1. červenci 1999.
Funkcí děkana vykonával od 1. srpna 2008 do července 2015 R. D. P. ThDr. Lukasz Andrzej Szendzielorz, farář farnosti Velké Meziříčí. K 1. srpnu 2015 byl novým děkanem a zároveň velkomeziříčským farářem jmenován R. D. Mgr. Pavel Šenkyřík. K 1. srpnu 2022 byl jmenován novým děkanem P. Jiří Kaňa.

## Seznam farností
| Farnost                        | Správce                                        | Farní kostel                            |
| ------------------------------ | ---------------------------------------------- | --------------------------------------- |
| Bory                           | administrátor excurrendo, Velké Meziříčí       | sv. Martina                             |
| Březí u Osové Bítýšky          | administrátor excurrendo, Velká Bíteš          | Jména Panny Marie                       |
| Budišov u Třebíče              | R. D. Mgr. Petr Balát                          | sv. Gottharda a Nanebevzetí Panny Marie |
| Heřmanov u Velké Bíteše        | administrátor excurrendo, Křižanov             | sv. Mikuláše                            |
| Křižanov                       | R. D. Josef Pohanka                            | sv. Václava                             |
| Křoví                          | administrátor excurrendo, Deblín               | sv. Petra a Pavla                       |
| Měřín                          | R. D. Mgr. Josef Havelka                       | sv. Jana Křtitele                       |
| Netín                          | administrátor excurrendo, Velké Meziříčí       | Nanebevzetí Panny Marie                 |
| Osová Bítýška                  | R. D. Jan Pavlíček                             | sv. Jakuba Staršího                     |
| Pavlov u Radostína nad Oslavou | administrátor excurrendo, Radostín nad Oslavou | sv. Filipa a Jakuba                     |
| Pyšel                          | administrátor excurrendo, Budišov u Třebíče    | sv. Barbory                             |
| Radostín nad Oslavou           | R. D. Mgr. Ing. Pavel Habrovec                 | sv. Bartoloměje                         |
| Ruda                           | R. D. Jiří Švanda                              | sv. Jiljí                               |
| Tasov                          | administrátor excurrendo, Budišov u Třebíče    | sv. Petra a Pavla                       |
| Uhřínov                        | administrátor excurrendo, Měřín                | Povýšení svatého Kříže                  |
| Velká Bíteš                    | R. D. Milan Vavro                              | sv. Jana Křtitele                       |
| Velké Meziříčí                 | R. D. Mgr. Jiří Kaňa                           | sv. Mikuláše                            |

## Seznam kněžstva
- Bohuslav Brabec (bývalý farář v Radostíně nad Oslavou, rodák z netínské farnosti)
- Bohumil Burian (někdejší děkan velkomeziříčský)
- Jakub Deml (rodák z farnosti Tasov)
- Jan Dokulil (někdejší farář v Uhřínově)
- Václav Hlavička (někdejší farář v Netíně, kaplan Jeho Svatosti)
- Ludvík Horký (rodák z farnosti Ruda)
- František Hrůza (bývalý farář v Měříně)
- Jindřich Kocman (někdejší farář v Netíně a děkan velkomeziříčský)
- Metoděj Kotík (někdejší farář v Křížanově)
- Alois Pekárek (někdejší farář v Rudě)
- Miroslav Zedníček (rodák z farnosti Ruda)